# التهاب العظم والنقي
التهاب العظم ونخاعه أو التهاب العظم والنقي أو ذات العظم والنقي (بالإنجليزية: Osteomyelitis)‏ هو خمج يصيب نقي العظم وأجزاء العظم المجاورة للنقي. تصل العدوى للنقي عن طريق الدم أو من النسج المجاورة أو بالتطعيم المباشر (مثلا إبرة ملوثة). تعتبر العنقوديات المذهبة أشيع مسببات التهاب العظم والنقي بكافة أشكاله.
ذات العظم والنقي دموية المنشأ:
يحدث هذا الخمج بشكل أكبر في العظام الطويلة أو أجسام الفقرات إن هذا النوع من ذات العظم والنقي شائع بشكل خاص عند طرفي العمر : الأطفال وكبار السن كما إنه شائع عند مدمني المخدرات الوريدية والمضعفين مناعيا
يتظاهر المرضى عادة ببدء حاد للألم مضض وحمى وقد يوجد تورم نسج رخوة فوق العظم المصاب . في الأسبوعين الأولين من الإصابة يمكن أن تكون الصور الشعاعية سلبية أو تظهر تورم نسج رخوة فقط .
مخبريا ترتفع سرعة التثفل ويرتفع تعداد الكريات البيض أيضا .
تكون زروع الدم إيجابية عند نصف الحالات فقط . يجب أن يجرى للمرضى خزعة بالإبرة وزرع العظم المصاب مالم تكن نتائج زرع الدم معروفة قبل ذلك . ويجب أن تستمر المعالجة بالصادات المناسبة من 4 - 6 أسابيع
ذات العظم والنقي الثانوية لامتداد الخمج الموضعي :
إن أهم الحالات المؤهبة هي بعد الرض النافذ أو بعد الجراحة بالإضافة للقرحات الجلدية وأخماج حول السن وعضات الحيوانات
ويدخل التنضير الجراحي كجزء أساسي من العلاج بالإضافة إلى الصادات المناسبة .
ذات العظم والنقي المزمنة :
تؤدي ذات العظم والنقي غير المعالجة أو المعالجة بشكل غير ملائم إلى نخرة لاوعائية في العظم وتشكل الشظايا وحدوث ذات عظم ونقي مزمنة والتي قد تكون لاعرضية لسنوات عديدة .
تعد العنقوديات المذهبة هي أشيع الجراثيم[ ؟ ] المسببة لهذا النمط من ذات العظم والنقي والاستثناء الرئيسي هو المرضى المصابين بفقر الدم المنجلي حيث تعد السالمونيلا هي المسبب عندهم .
كما يمكن للمتفطرات الدرنية أن تسبب ذات عظم ونقي مزمنة تتوضع في الفقرات غالبا ويحتاج علاجها للأدوية المضادة للسل .
من الاختلاطات النادرة لذات العظم والنقي المزمنة الداء النشواني والساركوما العظمية

## العلاج
التهاب العظم والنقي غالبا ما يتطلب العلاج بالمضادات الحيوية لفترة طويلة مع مسار لمدة أسابيع أو أشهر. غالباً ما يتم وضع خط PICC أو قسطرة وريدية مركزية لهذا الغرض. التهاب العظم والنقي قد يتطلب أيضا التنضير الجراحي. الحالات الشديدة قد تؤدي إلى فقدان أحد أعضاء الجسم. يتم تحديد الخط الأول للمضادات الحيوية بحسب تاريخ المريض والاختلافات الإقليمية في الكائنات المعدية الشائعة.